# 白河別業
白河別業（しらかわべつぎょう）は、9世紀から11世紀頃まで代々の藤原摂関家当主により使用されていた別業。白河殿（しらかわどの）・白河第（しらかわだい）とも呼ばれる。

## 概要
白河は、平安京と鴨川を挟んで向かい合い、東海道も通る交通の要衝であった。
人臣最初の摂政となった藤原良房が白河の地に別業を営んだのが白河別業の開始である。良房の没後は基経・忠平と摂関家嫡流に継承された。
11世紀に入ると、藤原道長がこれを所有してその没後は嫡男頼通が継承して、道長の娘（頼通の姉）である上東門院彰子が出家後の住まいとした。道長の時代には庶流の藤原済時・公任も別業を白河に設けたために、これら（「小白河」）と区別するために「大白河」と呼んだ。
白河は桜の名所としても知られており、摂関家当主はここで観桜の会や詩会・蹴鞠・競馬などの行事が行われて、天皇の行幸もしばしば行われた。寛弘元年（1004年）に花山天皇が花見のため（『御堂関白記』）に、長元5年（1032年）に後一条天皇が翫花のため（『日本紀略』）に、康平3年（1060年）に後冷泉天皇が祖母上東門院の見舞いを兼ねて観桜のため（『日本紀略』）に行幸が行なわれている。
承保元年（1074年）に藤原頼通と上東門院が相次いで病没、このため翌年に頼通の後を継いだ藤原師実が時の白河天皇（上東門院の曾孫）にこれを贈った。白河天皇はここに師実の実兄覚円を置いて寺院（法勝寺）とした。法勝寺は後に「六勝寺」として知られたが、戦国時代末期に廃寺となった。
現在の岡崎公園、京都市動物園周辺がその跡地と考えられている。